# FC Honka Espoo
Der FC Honka, in deutschsprachigen Ländern als FC Honka Espoo bekannt, ist ein finnischer Fußballverein aus Espoo. Die Männermannschaft spielte von der Saison 2006 bis zur Saison 2014 und von 2018 bis 2023 in der Veikkausliiga. Nachdem der Klub wegen Insolvenz keine Lizenz für die Saison 2024 erhielt, spielt die Männermannschaft jetzt in der viertklassigen Kakkonen. Die Frauenmannschaft spielt in der Kansallinen Liiga und ist vierfacher finnischer Meister.

## Geschichte

### Männerfußball
Der Verein wurde 1957 als Tapion Honka gegründet änderte seinen Namen aber schließlich im Jahr 1975 in FC Honka um. Der Verein belegte im Jahr 2005 den ersten Platz in der Ykkönen und stieg damit erstmals in die oberste finnische Liga auf, wo er gleich den 4. Platz belegte und somit am UI Cup 2007 teilnahm. Im Jahr 2007 erreichte der Verein auch das Finale des finnischen Pokals. Trotz Niederlage gegen Tampere United qualifizierte man sich auf diesem Weg für den UEFA-Pokal 2008/09, da Tampere als Meister desselben Jahres in der Champions League antrat. 2012 gewann der FC Honka erstmals den Suomen Cup mit einem 1:0-Finalerfolg gegen den Kuopion PS.
2014 stieg Honka aus der Veikkausliiga wegen Lizenzverweigerung in die 3. Liga Süd ab. Nach dem Aufstieg in die Ykkönen 2017 qualifizierte sich der FC Honka für die Play-off-Spiele gegen den 11. der Veikkausliiga. Dort setzte sich Honka durch ein mehr geschossenes Auswärtstor gegen Helsingfors IFK durch und schaffte den Aufstieg in die höchste finnische Spielklasse.
Am 31. Oktober 2023 wurde in finnischen Medien ausführlich darüber berichtet, dass Honka ohne vorherige Ankündigung oder Warnung die Gehälter für das Personal oder die Spieler nicht rechtzeitig gezahlt habe. Kurt Möller, Leiter Entwicklung und Öffentlichkeitsarbeit von Esport, dem Unternehmen, das derzeit den Club betreibt, erklärte, dass Esport Honka kein Geld mehr habe. Am 5. November 2023 wurde weiter berichtet, dass die schwerwiegenden finanziellen Schwierigkeiten Honka in die Insolvenz zwingen könnten, da der Eigentümer Färid Ainetdin wahrscheinlich nicht mehr bereit sei, die jährlichen Verluste in Millionenhöhe weiter zu decken. Möller oder Hexi Arteva, der Geschäftsführer des Vereins, äußerten sich zu den Medienberichten nicht.
Am 8. November 2023 wurde ohne Ankündigung oder Kommentar berichtet, dass der General Manager Hexi Arteva zwei Tage zuvor von seinem Job zurückgetreten sei.
Am 10. November 2023 wurde berichtet, dass Honka die Voraussetzungen für die Ligalizenz der Veikkausliiga nicht erfüllen kann und in der Saison 2024 nicht in der obersten Spielklasse spielen wird. Henri Aalto, der frühere Kapitän von Honka, der seinen Rücktritt von seiner Profikarriere nach der Saison 2023 bekannt gab, kritisierte den Verein in einem Interview mit Yle: „Jedes Mal, wenn Honka in finanzielle Schwierigkeiten gerät, bin ich frustriert darüber, wie schlecht die Dinge kommuniziert werden. Nichts wird vorher angekündigt. Und wenn etwas Negatives passiert, muss man selbst dann derjenige sein, der nach Informationen fragt und in Unsicherheit lebt.“
Am 15. November 2023, als Honka weder eine Ligalizenz für die zweite noch die dritte Liga erhalten konnte, äußerte sich Henri Aalto gegenüber finnischen Medien erneut zu einem Fall. Die Spieler und das Personal mussten noch ihre Gehälter und Boni erhalten. Im Ausland geborene Spieler sitzen immer noch im Land fest und haben keine Ahnung von der Zukunft. Der Eigentümer Färid Ainetdin hat sich mit keinem Wort zu der Situation geäußert und es ist niemandem gelungen, Kontakt zu ihm herzustellen.
Schließlich sprach Färid Ainetdin am 16. November 2023 mit der kleinen kostenlosen Lokalzeitung Länsiväylä. Er gab an, dass der Grund für die plötzliche Kürzung der Finanzierung des Clubs die lange Verzögerung des neuen Stadionprojekts in Tapiola sei und er nicht bereit sei, den Club für weitere vier Jahre zu finanzieren und auf den möglichen Bau eines neuen Stadions zu warten und abgeschlossen. Laut Ainetdin gibt es keine finanziellen Bedingungen für Honka, weiterhin in einer der drei höchsten Spielklassen des finnischen Fußballs zu spielen. Er wünscht sich außerdem, dass die Spieler ihre Gehälter bald über eine Versicherung erhalten. Am selben Tag meldete Esport Honka beim Gericht von Länsi-Uusimaa Insolvenz an. Am 21. November 2023 wurde für Esport Honka Insolvenz angemeldet.
Am 16. November 2023 gab der Verein bekannt, dass Honka in der Kakkonen spielen wird und als Honka Akatemia die Position seiner Reservemannschaft übernehmen wird. Am 24. November 2023 gab der Verein bekannt, dass Mika Väyrynen der neue Cheftrainer der ersten Mannschaft sein wird.

### Erfolge
- Veikkausliiga:

Vizemeister (3×): 2008, 2009, 2013
- Ykkönen

Meister (1×): 2005
- Finnischer Fußballpokal

Pokalsieger (1×): 2012
Finalist (3×): 1969, 2007, 2008
- Finnischer Ligapokal

Ligapokalsieger (2×): 2010, 2011

### Europapokalbilanz
| Saison  | Wettbewerb                    | Runde                  | Gegner            | Gesamt    | Hin     | Rück          |
| ------- | ----------------------------- | ---------------------- | ----------------- | --------- | ------- | ------------- |
| 2007    | UEFA Intertoto Cup            | 1. Runde               | FC TVMK Tallinn   | 4:2       | 0:0 (H) | 4:2 (A)       |
| 2007    | UEFA Intertoto Cup            | 2. Runde               | Aalborg BK        | (a)3:3(a) | 2:2 (H) | 1:1 (A)       |
| 2008/09 | UEFA-Pokal                    | 1. Qualifikationsrunde | ÍA Akranes        | 4:2       | 3:0 (H) | 1:2 (A)       |
| 2008/09 | UEFA-Pokal                    | 2. Qualifikationsrunde | Viking Stavanger  | 2:1       | 0:0 (H) | 2:1 (A)       |
| 2008/09 | UEFA-Pokal                    | 1. Runde               | Racing Santander  | 0:2       | 0:1 (A) | 0:1 (H)       |
| 2009/10 | UEFA Europa League            | 2. Qualifikationsrunde | Bangor City       | 3:0       | 2:0 (H) | 1:0 (A)       |
| 2009/10 | UEFA Europa League            | 3. Qualifikationsrunde | FK Qarabağ Ağdam  | 1:3       | 0:1 (H) | 1:2 (A)       |
| 2010/11 | UEFA Europa League            | 2. Qualifikationsrunde | Bangor City       | 2:3       | 1:1 (H) | 1:2 (A)       |
| 2011/12 | UEFA Europa League            | 1. Qualifikationsrunde | FC Nõmme Kalju    | 2:0       | 0:0 (H) | 2:0 (A)       |
| 2011/12 | UEFA Europa League            | 2. Qualifikationsrunde | BK Häcken         | 0:3       | 0:1 (A) | 0:2 (H)       |
| 2013/14 | UEFA Europa League            | 2. Qualifikationsrunde | Lech Posen        | 2:5       | 1:3 (H) | 1:2 (A)       |
| 2014/15 | UEFA Europa League            | 1. Qualifikationsrunde | JK Kalev Sillamäe | (a)4:4(a) | 1:2 (A) | 3:2 n. V. (H) |
| 2020/21 | UEFA Europa League            | 1. Qualifikationsrunde | Aarhus GF         | 2:5       | 2:5 (A) | 2:5 (A)       |
| 2021/22 | UEFA Europa Conference League | 1. Qualifikationsrunde | NSÍ Runavík       | 3:1       | 0:0 (H) | 3:1 (A)       |
| 2021/22 | UEFA Europa Conference League | 2. Qualifikationsrunde | NK Domžale        | 0:1       | 1:1 (A) | 0:1 (H)       |
| 2023/24 | UEFA Europa Conference League | 1. Qualifikationsrunde | Tobyl Qostanai    | 1:2       | 1:2 (A) | 0:0 (H)       |

Gesamtbilanz: 31 Spiele, 8 Siege, 9 Unentschieden, 14 Niederlagen, 34:38 Tore (Tordifferenz −4)

### Frauenfußball
Die Frauenmannschaft schaffte 2002 den Aufstieg in die höchste Spielklasse, wurde 2006 erstmals Meister und qualifizierte sich für den UEFA Women’s Cup. In den beiden darauffolgenden Jahren konnte die Mannschaft die Meisterschaft jeweils verteidigen, in der Saison 2009 belegte sie den 2. Platz hinter Åland United. 2017 gewann Honka zum vierten Mal die Meisterschaft.

## Stadion
Der Verein bestreitet seine Heimspiele im 4.100 Zuschauer fassenden Stadion Tapiolan urheilupuisto, welches 1970 gebaut wurde.

## Spieler
- Hermanni Vuorinen (2005–2006, 2008–2010)
- Janne Saarinen (2006–2007)
- Johannes Wurtz (2023)

### Spielerinnen
- Essi Sainio  (2004–2005)
- Taru Laihanen (2008)
- Katarina Naumanen (2020–2021)
- Milla Punsar (2015–2022, 2023)
- Elli Seiro (2020–2024)